# D.I.T.C.
D.I.T.C., właściwie The Diggin' in the Crates Crew – amerykańska grupa hip-hopowa pochodząca z Nowego Jorku

## Historia
Grupa została założona w 1990 roku. Zespół zrzeszał weteranów nowojorskiej sceny hip-hopowej. Początkowo w skład zespołu wchodzili: Lord Finesse, Showbiz, A.G., Diamond D, O.C., Fat Joe oraz Buckwild, nieco później dołoączył do nich Big L. W 2000 roku grupa wydała swój debiutancki pt. D.I.T.C, następnie wydali płytę pt. „The Official Version”, która była alternatywną wersją poprzedniego krążka. Tego samego roku zespół zawiesił działalność. Mimo zawieszenia działalności grupa wydawała składankę „The Movement” w 2008 roku oraz EP-kę pt. „DITC Presents Wild Life” w 2001 roku. W 2012 roku grupa postanowiła wznowić działalność.

## Dyskografia
- Live In Tramps (Vol.1) (ZYX music, 2000)
- Live In Tramps (Vol.2) (ZYX music, 2000)
- All Love (Next Level Recordings / File Rec Inc., 2000)
- D.I.T.C. (Tommy Boy, 2000)
- The Official Version (DITC/Fat Beats, 2000)
- DITC Presents Wild Life (EP) (Wild Life Entertainment, 2001)
- Rare & Unreleased (D.I.T.C. Records, 2007)
- Unreleased Production (DITC Records, 2008)
- The Movement (D.I.T.C. Records, 2008)
- Rare & Unreleased Vol. 2 (D.I.T.C. Records, 2009)